# Dante incontra Beatrice al ponte Santa Trinita
Dante incontra Beatrice al ponte Santa Trinita (o anche solo Dante e Beatrice) è un dipinto a olio su tela del pittore preraffaellita Henry Holiday realizzato tra il  1882 e il 1884 e conservato nella Walker Art Gallery di Liverpool nel Regno Unito.

## Storia e descrizione
Il dipinto, considerato il dipinto più importante di Holiday, fu acquistato nella Walker Art Gallery. Quando morì nel 1927, Holiday fu descritto come "l'ultimo preraffaellita". Molti dei dipinti di Dante Gabriel Rossetti, incluso Il sogno di Dante, avevano come soggetto il poeta italiano Dante Alighieri, e questo interesse è la probabile ispirazione per la pittura di Holiday. Si basa sull'opera autobiografica di Dante La vita nuova del 1294 che descrive il suo amore per Beatrice Portinari. Dante nascondeva il suo amore fingendo di essere attratto da altre donne. Il dipinto raffigura un episodio in cui Beatrice, avendo sentito dei pettegolezzi a suo riguardo, si rifiuta di parlargli. L'evento viene mostrato mentre Beatrice e altre due donne passano davanti al ponte Santa Trinita a Firenze. Beatrice indossa un abito bianco e cammina accanto alla sua amica Monna Vanna, con la serva di Beatrice leggermente dietro che veste di celeste.
Nel 1860 Holiday aveva dipinto un'altra scena de La Vita Nuova che mostrava un incontro tra Dante e Beatrice quando erano bambini nel giardino del padre di Beatrice (Dante and Beatrice meeting as Children, andato perduto), e nel 1875 dipinse un ritratto di Dante. Oltre al dipinto completato di Dante e Beatrice, la Walker Art Gallery possiede tre schizzi da lui realizzati per questo. Due di queste raffigurano tutte le figure, mentre la terza è del solo Dante. Holiday aveva anche realizzato statuette di gesso nude delle due principali figure femminili alle quali in seguito aggiunse dei vestiti. Anche questi sono di proprietà della galleria.
Il modello per Beatrice era Eleanor Butcher, Milly Hughes per Monna Vanna e il modello per la serva era Kitty Lushington.
Holiday era ansioso che il dipinto fosse storicamente accurato e nel 1881 si recò a Firenze per effettuare ricerche. Scoprì che nel XIII secolo il Lungarno, la strada sul lato nord dell'Arno tra il ponte Vecchio (visibile sullo sfondo) e il ponte Santa Trinita , era lastricato di mattoni e che nella zona erano presenti negozi; questi sono mostrati nel dipinto. Seppe anche che il Ponte Vecchio era stato danneggiato da un'alluvione nel 1250, per questo nel dipinto è raffigurato coperto da impalcature.